# Hořepník
Obec Hořepník (německy Horschepnik) se nachází v okrese Pelhřimov v Kraji Vysočina. Žije zde 644 obyvatel. Hořepníkem protéká řeka Trnava, která je levostranným přítokem řeky Želivky. V obci se do Trnavy vlévá zprava Bořetický potok.

## Historie
První písemná zmínka o obci pochází z roku 1252.

## Školství
- Základní škola a Mateřská škola Hořepník

## Pamětihodnosti
- Kostel Nejsvětější Trojice na náměstí
- Židovský hřbitov
- Boží muka
- Socha svatého Václava na náměstí
- Fara na náměstí
- Obloukový most se zavěšenou mostovkou a táhlem je jedním z prvních českých železobetonových mostů. Projektoval jej autor pražské Lucerny Stanislav Bechyně.[4]

## Osobnosti
- Jan Svoboda, průkopník nových směrů v předškolní výchově, narozen roku 1803 v č. 66.[5]
- Severin Ondřej (1889–1964), architekt a vysokoškolský profesor
- Augustin Ondřej (1887–1956), geolog a universitní profesor

## Části obce
- Hořepník
  - osada Loutkov
- Březina
- Mašovice
- Vítovice

Od 1. ledna 1980 do 31. prosince 1991 k obci patřily i Bořetice a Litohošť a od 1. ledna 1989 do 23. listopadu 1990 také Útěchovičky.